# La Madone aux fraisiers
La Madone aux fraisiers (ou parfois Madone aux fraises) est une peinture sur panneau de bois à la tempera rehaussée à la feuille d'or, actuellement conservée au Kunstmuseum de Soleure en Suisse, où elle est entrée en 1879 à la suite de sa cession par la Société des beaux-arts de la ville. Réalisée par un peintre anonyme vers 1420, elle est attribuée au Maître du Jardin de Paradis de Francfort, ou, pour le moins, à son atelier.

## Description et analyse
L'œuvre représente la Vierge assise dans un jardin, un livre ouvert devant elle, tendant de la main droite une rose blanche à l'enfant Jésus, debout à ses pieds. Celui-ci porte une cruche blanche peinte de motifs bleus — similaire à celle de l'Annonciation de Winterthur — dans la main droite. Dans l'angle inférieur droit figure le donateur, agenouillé, en posture de prière.
La composition est scandée par des horizontales et des verticales, qui organisent le tableau sans jamais rien céder à la monotonie, et par des motifs qui se répondent en écho, selon des couleurs éclatantes où dominent le vert, le bleu, le rouge, le blanc, et l'or.

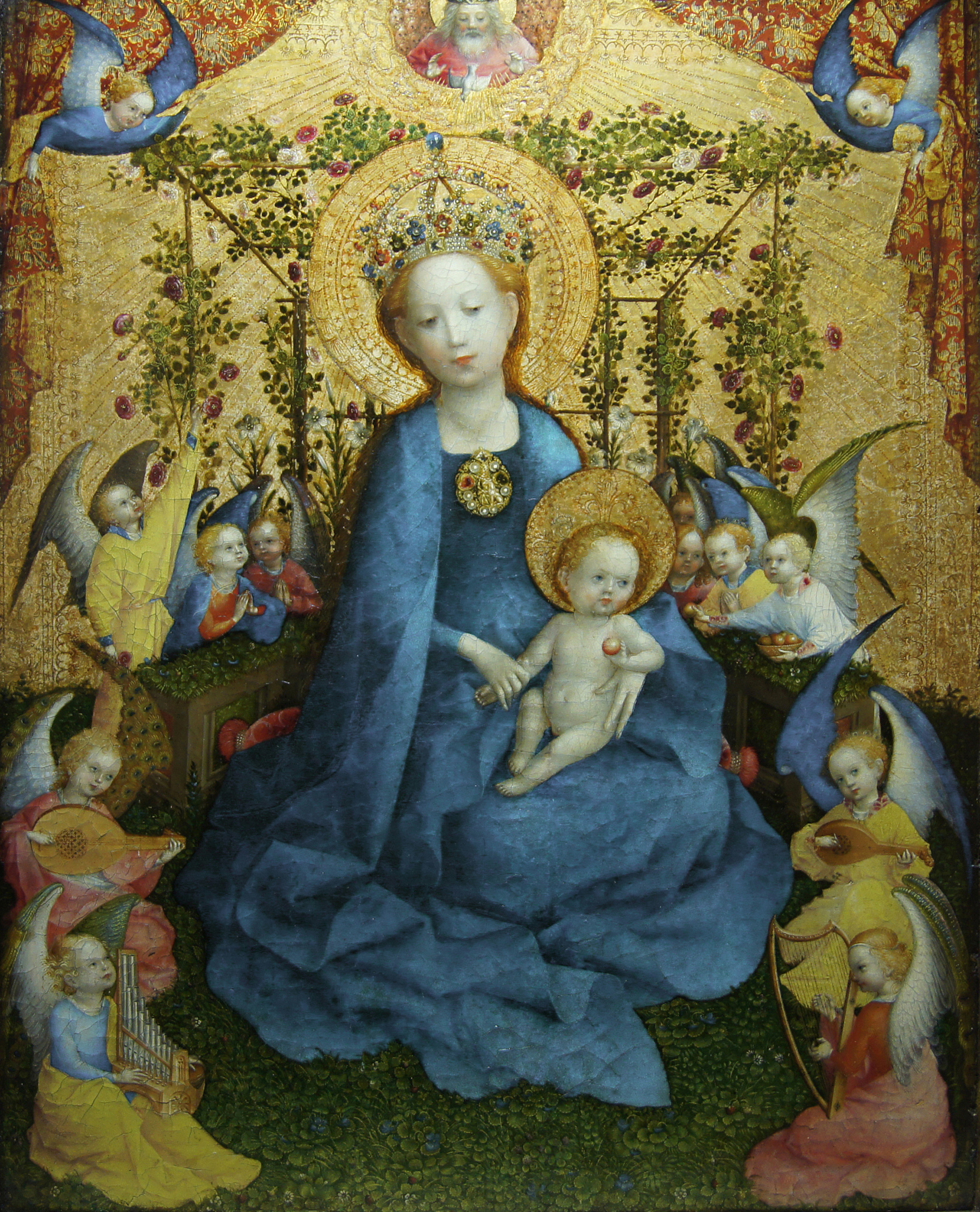
Stefan Lochner, La Vierge au rosier, vers 1448, 51 × 40 cm, Wallraf-Richartz Museum, Cologne

Le premier plan, figurant le parterre, est entièrement recouvert d'un tapis végétal verdoyant composé de violettes au centre, de muguet à gauche et de nivéoles (ou perce-neige) à droite. Ce parterre s'arrête sur une planche de bois peinte en rouge, retenant un jardin en terrasse sur lequel Marie est simplement assise, en Vierge de l'humilité. Des fraisiers tapissent cet étage : du foisonnement des feuilles vertes émergent les taches rouges des fruits, et celles blanches des fleurs. L'arrière-plan s'arrête sur un treillage composé de baguettes rouges croisées à angle droit, dessinant des rectangles réguliers, où grimpent trois rosiers en fleurs, blanc à gauche, rouges au milieu et à droite. Sur les rosiers et la structure du treillage sont posés huit oiseaux, répartis vraisemblablement en quatre couples : deux loriots — dont la femelle possède un plumage beaucoup plus sobre que celui, jaune et noir, du mâle —, deux mésanges bleues, deux chardonnerets élégants, et deux rossignols philomèles. La surface du fond est uniformément recouverte à la feuille d'or, sans souci de représentation d'une profondeur réaliste.

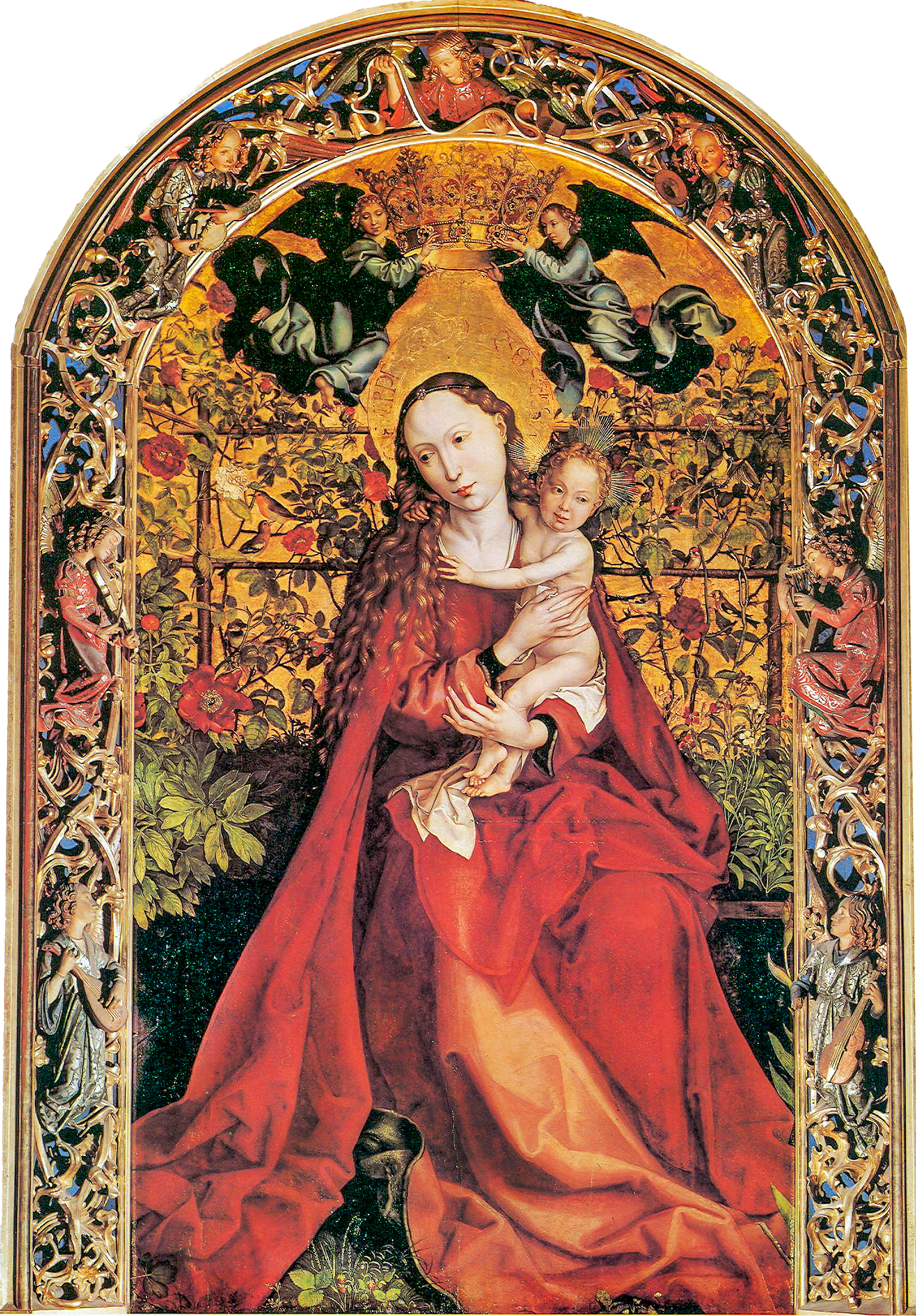
Martin Schongauer, Vierge aux rosiers, vers 1473, 200 × 115 cm, Église des Dominicains, Colmar

La Vierge porte une riche couronne d'orfèvrerie, minutieusement représentée, et son visage délicat se détache sur une auréole d'or, à la manière des représentations du Moyen âge. Elle porte un ample manteau d'un bleu éclatant, qui tranche sur le rouge de sa robe et de la couverture du livre ouvert, sûrement la Bible, qui repose sur ses genoux. Son regard, qui évoque la douceur et la bienveillance, se porte vers la rose qu'elle pince entre le pouce et le majeur, et vers l'enfant Jésus en robe blanche, sur la pointe des pieds, dont la main tendue et le regard tendent vers le même point.

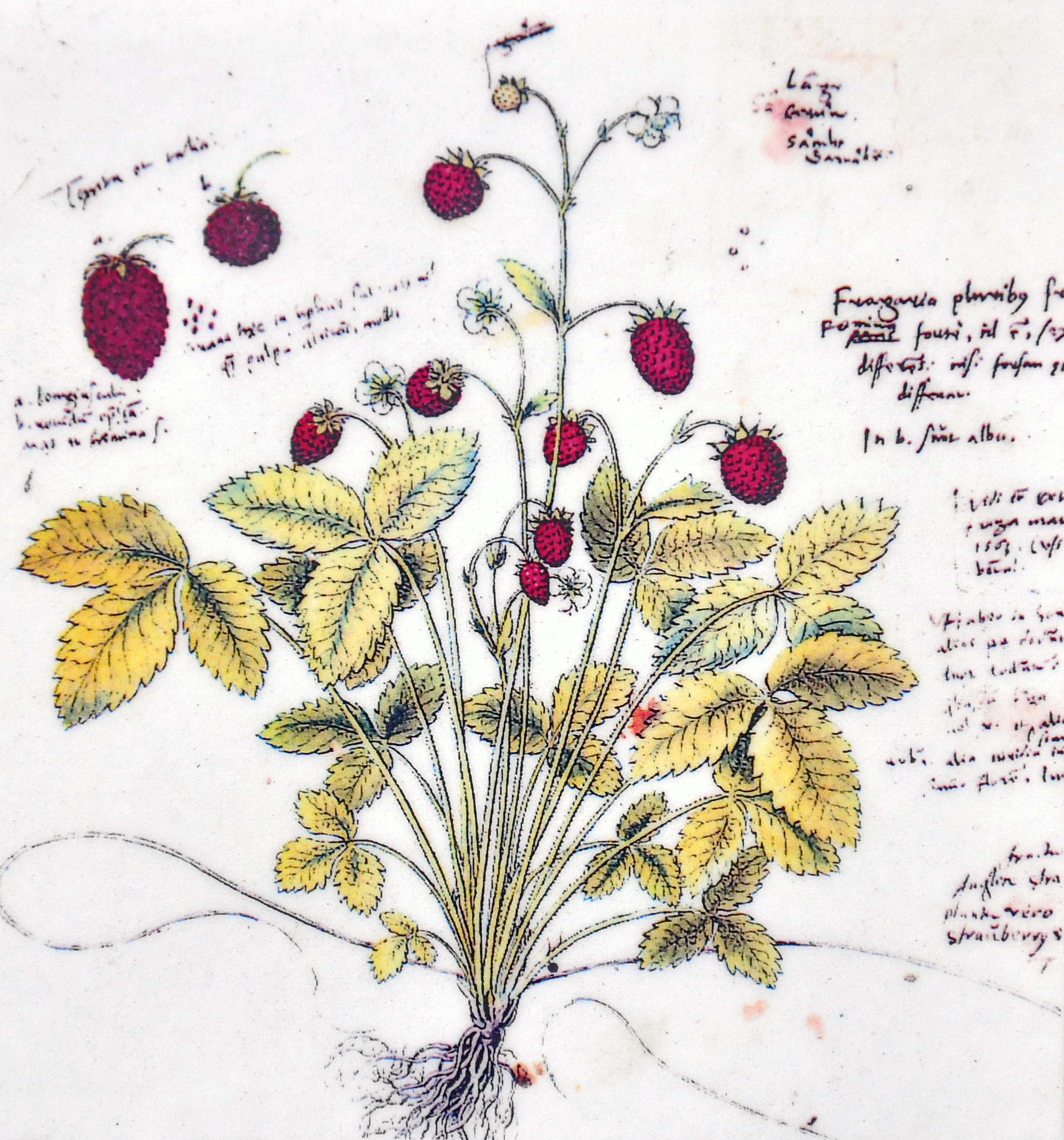
Conrad Gesner, « Fraisier des bois », Conradi Gesneri Historia plantarum, vers 1555-1565

Le thème s'inscrit dans les représentations traditionnelles des Vierge à la rose, et son traitement n'est pas sans rappeler des tableaux ultérieurs de l'école allemande, que ce soit la Madone des roses de Stefan Lochner, réalisée vers 1448, ou La Vierge au buisson de roses de Martin Schongauer, datée de 1473.
La minutie avec laquelle la nature est rendue annonce pourtant l'époque moderne, où la représentation de la réalité se charge de symboles iconographiques. Ainsi, la présence insistante de fraises, qui, au Moyen âge, passaient pour nourrir les âmes des enfants défunts, a pu notamment faire penser que cette peinture à la sérénité impressionnante était un ex-voto en mémoire d'un enfant ou d'un adolescent fauché par la mort.

### Sources
- Philippe Lorentz, « Le Maître du Paradiesgärtlein », in  Philippe Lorentz (dir.) et Cécile Dupeux (dir.), Strasbourg 1400 : Un foyer d'art dans l'Europe gothique, Catalogue de l'exposition du Musée de l’Œuvre, Strasbourg, 28 mars - 6 juillet 2008, Strasbourg, éditions des Musées de la ville de Strasbourg, 2008, 263 p. (ISBN 978-2351250594), p. 162-172

- (de) Hildegard Lütkenhaus, « Meister des Frankfurter Paradiesgärtleins : Maly-Melanchthon », dans Neue Deutsche Biographie, vol. 16, Berlin, Duncker & Humblot, 1990 (ISBN 9783428001811, lire en ligne), p. 785

- Isabelle Dubois, « Strasbourg 1400. Un foyer d’art dans l’Europe gothique : recension de l'exposition », La Tribune de l'Art,‎ 2008 (lire en ligne)

- Sophie Flouquet, « Un brillant foyer provincial : recension de l'exposition », Le Journal des Arts, no 279,‎ 11 avril 2008 (lire en ligne)

- Laurent Wolf, « « La Madone aux fraisiers » de Soleure : Trésors inattendus des musées suisses (3) », Le Temps,‎ 9 juillet 2011 (lire en ligne)